# Beverwijk
Beverwijk  è una municipalità dei Paesi Bassi di 38 850 abitanti situata nella provincia dell'Olanda Settentrionale.
Nella zona occidentale di Beverwijk, vicino alla costa, si trova la municipalità di Wijk aan Zee, sede del prestigioso torneo Tata Steel chess tournament.